# Sielit´ba (obwód niżnonowogrodzki)
Sielit´ba (ros. Селитьба) – wieś (sieło) w Rosji, w obwodzie niżnonowogrodzkim, w rejonie sosnowskim. W 2021 liczyła 782 mieszkańców.